# Ordine della Bandiera rossa (Afghanistan)
L'Ordine della Bandiera rossa è stato una decorazione della Repubblica Democratica dell'Afghanistan.

## Storia
L'ordine è stato fondato il 24 dicembre 1980.

## Assegnazione
L'ordine veniva assegnato ai cittadini:
- per fatti commessi in condizioni di combattimento e con una minaccia esplicita per la vita;
- per leadership militare nelle formazioni;
- per eccellenti operazioni militari, che, nonostante la resistenza ostinata e altre condizioni avverse, hanno sconfitto il nemico o inflitto una grave sconfitta, o contribuito al successo delle truppe, che come risultato abbiano avuto un'influenza decisiva sul risultato positivo di una battaglia o di una campagna;
- per i progressi concreti nello sviluppo economico e culturale, per l'eccezionale contributo allo sviluppo della scienza e della tecnologia per il rafforzamento della difesa dello Stato e della società.

## Insegne
- L'insegna era di ottone e argento smaltata di bianco al centro e incorniciata da una corona di spighe di grano con una bandiera rossa. Nella parte superiore del cerchio, su sfondo smaltato di bianco vi era una stella rossa con i raggi che irradiavano il cerchio. Sul retro vi era il numero di serie.
- Il nastro era rosso con a destra con una striscia bianca sul bordo sinistro.